# جدجد شجري ذيال
جدجد شجري ذيال (الاسم العلمي: Oecanthus longicauda) هو نوع من الحشرات يتبع جنس الجدجد الشجري من فصيلة الجداجد الحقيقية.